# Lucien Maelfait
Lucien Maelfait, né le 30 juillet 1919 à Le Havre et mort le 5 novembre 2009 à Rueil-Malmaison, est un coureur cycliste français, professionnel de 1945 à 1951.

## Palmarès

### Palmarès amateur
- 1943
  - 2e de Paris-Rouen
- 1944
  - Paris-Briare
  - Trophée Peugeot
  - 2e de Paris-Fontainebleau
  - 3e du Circuit des Aiglons
  - 3e de Paris-Ézy

### Palmarès professionnel
- 1945
  - Cancale-Romillé
  - 2e du Grand Prix du Débarquement Nord
  - 10e du Paris-Roubaix
- 1950
  - 2e du Grand Prix de Fourmies

### Résultats sur les grands tours

#### Tour de France
1 participation
- 1949 : abandon (4e étape)